# Tualang Teungoh
Tualang Teungoh is een bestuurslaag in het regentschap Langsa van de provincie Atjeh, Indonesië. Tualang Teungoh telt 3607 inwoners (volkstelling 2010).